# Rostam (mansnamn)
Rostam (persiska: رستم), stavas Rüstem i Turkiet, är ett persiskt mansnamn. 
Namnet Rostam härstammar från huvudhjälten i det iranska nationaleposet Konungaboken (Shahnameh).
Den 31 december 2015 fanns det 52 män som hade förnamnet Rostam i Sverige. Av dessa hade 32 namnet Rostam som tilltalsnamn. 10 kvinnor hade namnet Rostam som förnamn, varav 1 som tilltalsnamn. Det fanns 9 män som hade förnamnet Rüstem. Av dessa hade samtliga Rüstem som tilltalsnamn.